# Megastigmus cecili
Megastigmus cecili är en stekelart som beskrevs av Girault 1929. Megastigmus cecili ingår i släktet Megastigmus och familjen gallglanssteklar. Inga underarter finns listade i Catalogue of Life.